# 블레셋어
블레셋어( /ˈfɪləstiːn, ˈfɪləstaɪn, fəˈlɪstən, fəˈlɪstiːn/ )은 블레셋인들이 사용했던 언어이다. 이 언어에 대해서는 알려진 바가 거의 없는데, 이 중 소수의 단어가 고대 히브리어의 문화적 차용어로서 남아 있으며, 특히 세라님과 같은 블레셋의 다섯 도시들의 "맹주"나 사무엘서에 등장하는 "아르가즈" 수용소, 또는 칭호인 파디와 같은 블레셋 제도를 묘사하고 있다.

## 분류
비문만으로 판단해 보면, 블레셋어는 단순히 히브리어, 에돔어, 모압어, 에크론어, 페니키아어를 포함하는 지역 가나안 제어 공동체의 일부인 것처럼 보인다. 예를 들어, 고고학 유적지를 성서의 에크론으로 확실하게 식별하는 에크론 비문은 위치를 기준으로 불레셋어로 식별되어 연결되는 최초의 텍스트 문헌이지만, 페니키아어나 히브리어와 유사한 가나안 방언으로 기록되었다.
블레셋인들의 언어에 대한 정보는 충분하지 않아서 다른 어떤 언어와도 자신 있게 연관 지을 수 없다. 인도유럽어족 언어들과의 가능한 관계, 심지어 미케네 그리스어까지도 블레셋 이주민들이 "바다 민족" 사이에서 기원했다는 이론을 뒷받침한다. 비셈어 어휘와 의성어에 대한 암시가 있지만, 현대의 위작들에 의해 명확하게 밝혀지지 않은 이 비문들은 수수께끼인데, 여러 블레셋 지역에서 수많은 미니어처 "닻 인장"이 발견되었다. 한편, 철기 시대 IIA-IIB 텔에스사피의 간략한 비문의 가느다란 말뭉치에서 나온 증거는 블레셋 사람들이 지역 철기 시대의 어느 단계에서 가나안 지역 언어와 문자의 방언들 중 하나를 사용하기 시작했음을 보여준다. 시간이 지나면서 초기의 비지방 언어 전통을 가리고 대체한 가나안 지역 언어와 문자는 비문에 더 이상 기록되지 않았기 때문에 의심할 바 없이 언어적 기반으로 축소되었다. 기원전 8세기에서 7세기 사이에 아시리아에 의해 멸망하기 전까지 블레셋 사람들의 주요 문자 언어는 가나안 방언으로, 서셈어 알파벳의 한 버전으로 쓰여져 프랭크 무어 크로스가 "신블레셋 문자"라고 부를 정도였다. 아시리아와 바빌로니아의 정복은 해안에 있던 블레셋의 존재를 파괴했다. 아케메네스 제국 (페르시아 제국) 치하에서 기록이 재개된 이후로는, 아시리아 제국, 바빌로니아 제국, 아케메네스 제국의 링구아 프랑카인 아람어로 기록되었다.

### 인도유럽어로서의 블레셋어

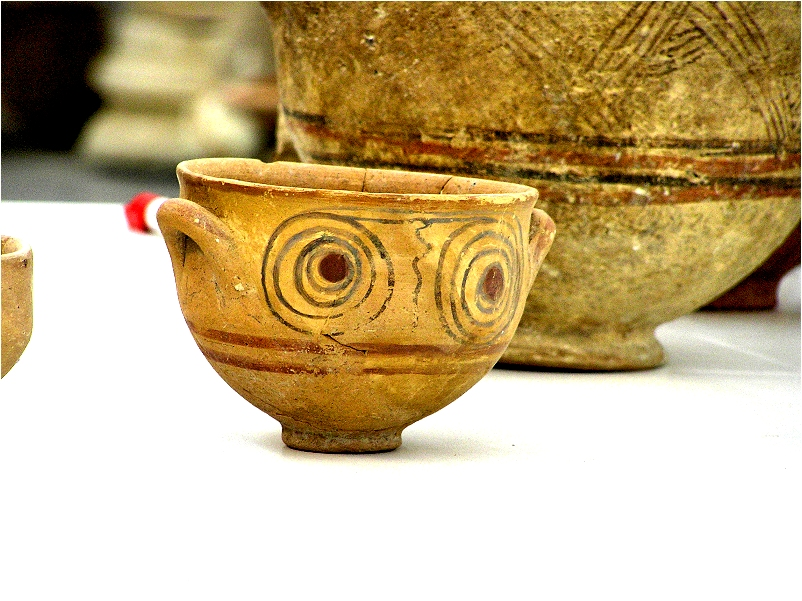
블레셋 바이크롬 도자기

블레셋인들이 본래 인도유럽어를 사용했다는 주장을 입증하는 몇 가지 증거가 있는데, 이는 블레셋 도자기 양식과 장식적인 모티프, 특히 지역 셈족 예술 양식과 구별되는 블레셋 비크롬기의 에게 해 그리스 기원을 설명하는데 도움이 될 것이다. 히브리어 성경에 나오는 블레셋과 관련된 단어 중 다수는 비셈어이며 어떤 경우에는 인도유럽조어로 거슬러 올라갈 수 있다. 바넷 박사는 블레셋어로 선장을 뜻하는 세렌을 그리스어 티라노스(tyrannos, 신히타이트어어로 사라와나스/타라와나스와 관련이 있을 수 있음))와 연관시켰으며, 에드워드 사피어는 kōbá` / qōbá` (사무엘서 1장 17:5에서 골리앗의 구리 투구에 사용된 "투구")를 히타이트어 단어인 쿠파히와 연관시키는 사례를 만들었다. 이 두 단어는 모두 히브리어로 채택되었다. 골리앗, 아키시, 피콜과 같은 블레셋인들의 이름은 어원이 비셈어 계통인 것으로 보이며, 인도유럽어 어원이 제시되었다. 2005년에, 기원전 10세기로 거슬러 올라가는 두 개의 이름의 비문이 텔에스아피에서 발견되었는데, 이는 유명한 블레셋인의 이름인 골리앗(리디아어로 알랴테스,  그리스어로 칼리아데스, 카리아어로 울자트와 비교됨)의 어원 중 하나와 매우 유사하다.